# Firmin Lambot
Firmin Lambot (14. března 1886 Florennes – 19. ledna 1964 Borgerhout) byl belgický cyklistický závodník, který dvakrát vyhrál Tour de France.
Narodil se v městečku Florennes, kde pracoval jako sedlář. Pracoval každý den 12 hodin od šesti od rána. V 17 letech si koupil své první kolo a začal jezdit 50 km denně do a z práce. Jeho první závod byl v místní vesnici, kde vyhrál pět franků jako první cenu. Poté si koupil závodní kolo.
Profesionálně začal závodit v roce 1908. V tomto roce vyhrál mistrovství Flander a Belgie.
V letech 1911 až 1913 jel Tour de France, ale první světová válka závod na dalších pět let přerušila. Když se Tour v roce 1919 vrátila, bylo to na válkou zničených silnicích se špatnou logistikou. Pouze 11 jezdců závod dokončilo. Lambot byl po většinu závodu druhý, ale ujal se vedení, když Eugène Christophe zlomil vidlici. Pozorovatelé se shodli, že Lambot vděčil za své vítězství více Christopheově smůle než svým vlastním schopnostem. Nicméně mu jeho výkon přinesl kontrakt od týmu Peugeot na 300 franků měsíčně.
Účastnil se jen na Tour de France. V roce 1920 skončil na celkově třetím místě a v roce 1922 vyhrál podruhé poté, co byl Hectorovi Heusghemovi udělen hodinový trest za výměnu kola po rozbití rámu.
Stal se prvním, kdo vyhrál Tour, aniž by vyhrál etapu. 

Když vyhrál Tour v roce 1922, bylo mu 36 a v té době byl nejstarším vítězem jedné ze tří velkých cyklistických Tour. Tento rekord držel více než 90 let, dokud ho v roce 2013 nezlomil 41letý vítěz Vuelty Chris Horner.
Přesto Firmin Lambot stále zůstává dosud nejstarším vítězem Tour de France.
Na konci své kariéry mu jeho tým platil 1 800 franků měsíčně. V důchodu se vrátil do práce jako sedlář.